# Temmincks jufferduif
De Temmincks jufferduif of karmijnkapvruchtenduif (Ptilinopus pulchellus) is een vogel uit de familie Columbidae (duiven).

## Verspreiding en leefgebied
Deze soort is endemisch op Nieuw-Guinea en wordt als monotypisch beschouwd (voorheen twee ondersoorten).